# Берлинский университет искусств
Берлинский университет искусств (нем. Universität der Künste Berlin, часто сокращённо — UdK Berlin) — крупнейший государственный художественный вуз Берлина и Германии, отличающийся от подобных заведений в Европе и мире уникальным объединением в своём составе четырёх факультетов, охватывающих разные виды искусства. Готовит специалистов в области изобразительного искусства, музыки, дизайна, драматического и музыкального театра (кроме хореографии).

## История

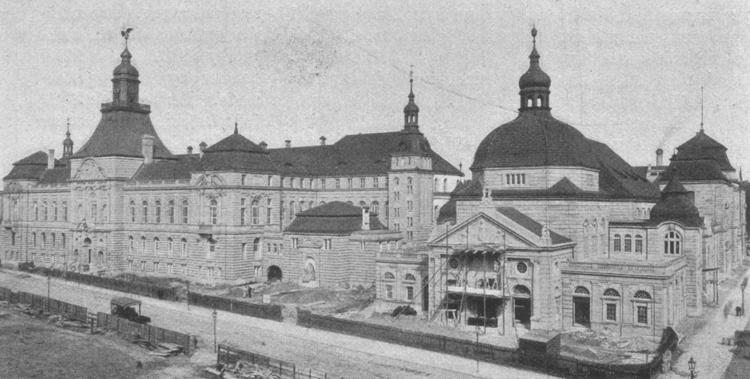
Королевская академия художеств, 1902 год

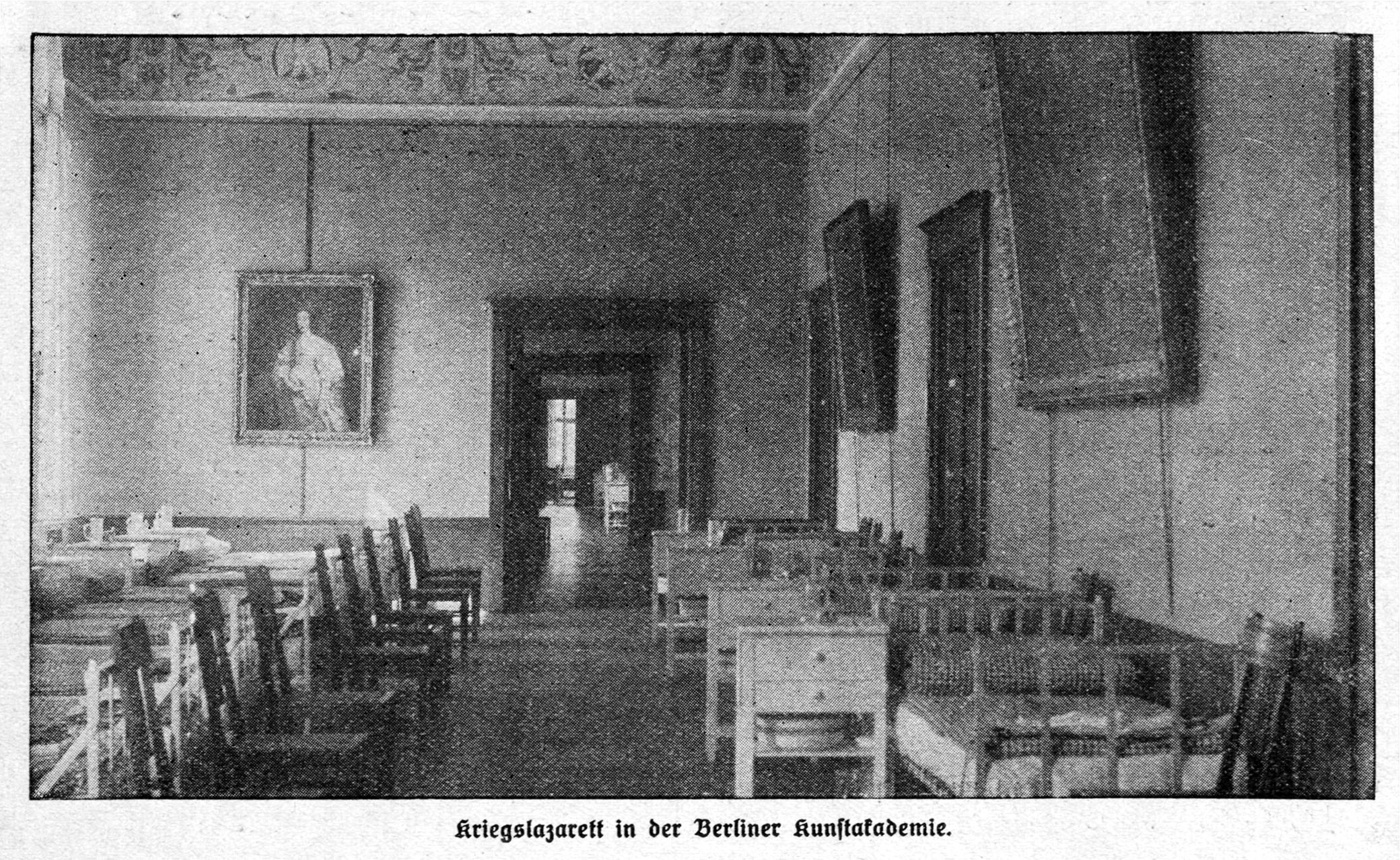
Военный лазарет в Королевской академии художеств, 1914 год

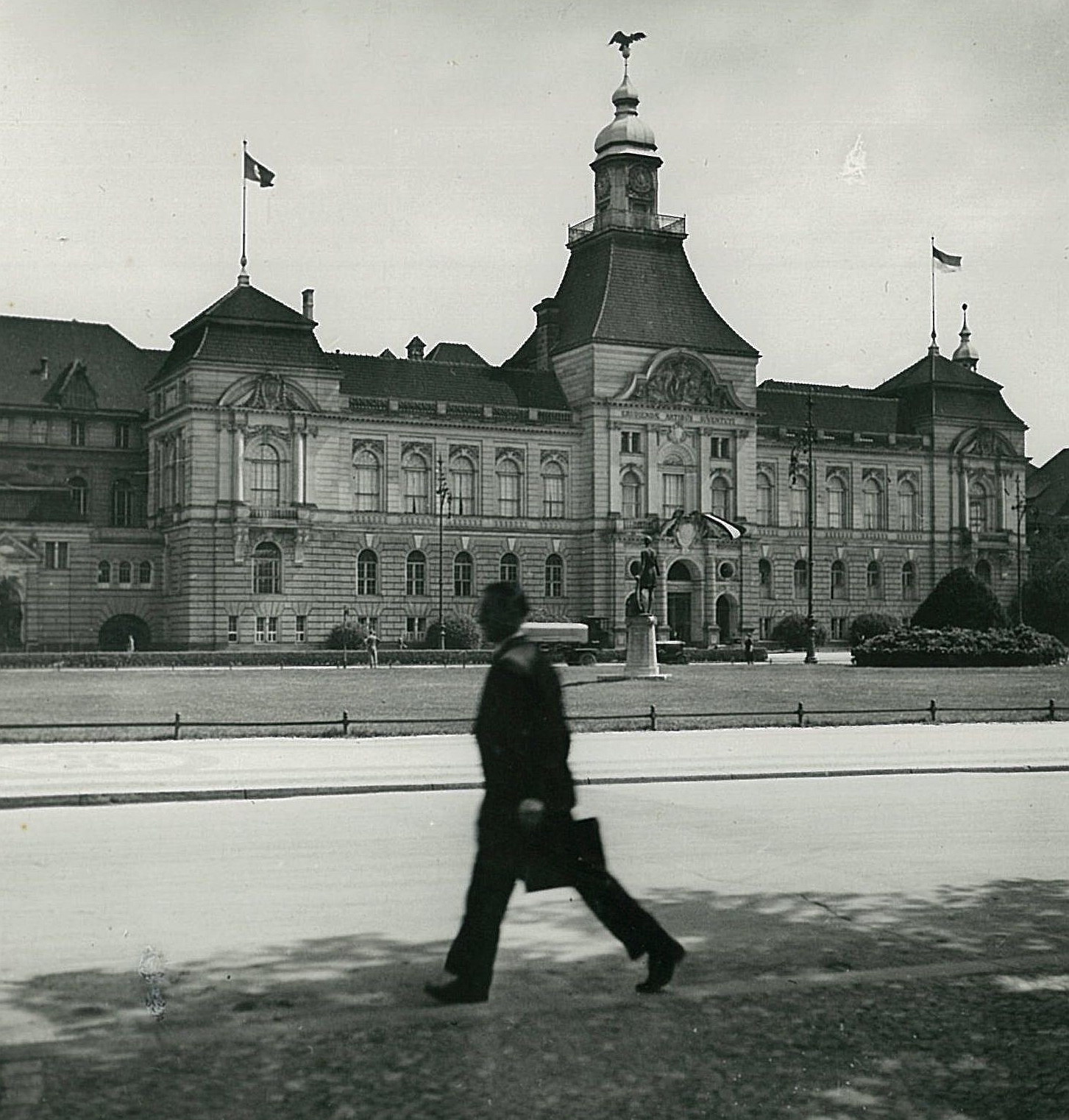
Прусская академия художеств, 1928 год

Университет объединил несколько высших учебных заведений Берлина, имеющих свои исторические корни. Один из старейших в мире вузов художественного профиля, включённый в UdK Berlin, восходит к основанной курфюрстом Бранденбурга Фридрихом I в 1696 году академии, которая на протяжении истории неоднократно обновлялась и меняла свои названия:
- 1696—1704: Академия живописного, скульптурного и архитектурного искусства (нем. Academie der Mahler-, Bildhauer- und Architectur-Kunst);
- 1704—1790: Королевско-прусская академия искусств и механических наук (нем. Königlich-Preußische Akademie der Künste und mechanischen Wissenschaften);
- 1790—1809: Королевская академия художеств и механических наук в Берлине (нем. Königliche Akademie der bildenden Künste und mechanischen Wissenschaften zu Berlin);
- 1809—1882: Королевская прусская академия художеств (нем.  Königlich Preußische Akademie der Künste);
- 1882—1926: Королевская академия художеств (нем. Königliche Akademie der Künste);
- 1926—1945: Прусская академия художеств (нем. Preußische Akademie der Künste).

Учреждённая в 1869 году Берлинская высшая школа музыки, также присоединённая к UdK Berlin, в 1920-е годы вплоть до прихода к власти нацистов славилась такими знаменитыми музыкантами и педагогами, как Лео Кестенберг и Пауль Хиндемит. После войны в Берлине, разделённом на четыре сектора, вузовское обучение искусству налаживалось заново.

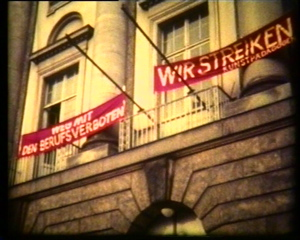
Транспаранты забастовки студентов, 1977

В 1975 году состоялось объединение прежде обособленных высших учебных заведений в организацию под названием «Высшая школа искусств» (нем. Hochschule der Künste, HdK), в состав которой вошли: Прусская академия художеств; Учебное заведение Музея прикладного искусства в Берлине; Королевская художественная школа Берлина; Берлинская школа искусств и ремёсел; Объединённые государственные школы свободных и прикладных искусств; Берлинский колледж рекламы и дизайна; Королевский музыкальный институт Берлина; Консерватория Штерна; Берлинская высшая школа музыки; Театральная школа имени Макса Рейнхардта. В 2001 году «Высшая школа искусств» была переименована в Берлинский университет искусств (UdK Berlin).
Во второй половине 1970-х годов студенты берлинской «Высшей школы искусств» учились в бурной атмосфере политических споров. Они активно поддержали западноберлинскую студенческую забастовку, начатую Свободным и техническим университетами в зимнем семестре 1976/1977, протестовали против ухудшения условий обучения и нового закона о высшем образовании (нем. Hochschulrahmengesetz), требовали отмены запрета на профессию (нем. Berufsverbotestreik).

## Современность
После Объединения Германии в преддверии создания Европейского союза росло стремление к расширению межвузовского сотрудничества. Болонский процесс ускорил сближение и гармонизацию систем высшего образования в разных странах Европы.
В 2001 году берлинской «Высшей школе искусств» был присвоен статус университета искусств с правом выдавать дипломы бакалавра и магистра, проводить научные исследования и защищать диссертации, согласно Болонской декларации.
Ежегодно в дни открытых дверей студенты и преподаватели организуют интерактивное знакомство посетителей с университетом. Автор репортажа 2017 года, расхваливая безграничную свободу творчества студентов, попутно отмечает, что во внутреннем дворе, куда есть выход из многих студий, иногда трудно отличить, где художественный экспонат, а где просто куча мусора.
В настоящее время в университете четыре факультета — изобразительных искусств, дизайна, музыки и исполнительских искусств.
- Факультет изобразительных искусств готовит художников и преподавателей изобразительного искусства для школ разного уровня, а также предлагает аспирантуру по магистерской программе «Искусство в контексте» (англ. Art in Context)[14].

- Факультет дизайна ориентирует студентов на междисциплинарный подход и открытость в решении проблем художественной организации среды. Акцентируются элементы эксперимента и интуиции. Промышленный дизайн также входит в программу обучения[15][16].

- Факультет музыки готовит музыкантов разнообразного профиля (кроме оперного пения): инструменталистов, хоровых (в том числе церковных) и симфонических дирижёров, композиторов, музыковедов, педагогов. Также включает курс звукорежиссуры[17][18].

- Факультет исполнительских искусств готовит специалистов (актёров, певцов, сценографов, костюмеров и пр.) музыкального и драматического театра. Он оснащён мастерскими, необходимыми для сценических искусств. Учёба ориентирована на проектное сотрудничество, которое соответствует методу работы в театре. Все курсы представляют результаты своей работы в отчётных спектаклях[19][20].

Кроме четырёх факультетов, в структуру университета входят Центральный институт повышения квалификации (нем. Zentralinstitut für Weiterbildung / UdK Berlin Career College) и Берлинский институт джаза (2005; управление им осуществляется совместно с Консерваторией Эйслера). Межвузовский центр танца (нем. Hochschulübergreifendes Zentrum Tanz) поддерживает связь с Берлинским театральным институтом имени Эрнста Буша, который готовит профессиональных танцоров.
В университет принимаются как граждане ФРГ, так и иностранцы. Абитуриенты, у которых нет немецкого гражданства, должны документально подтвердить своё владение немецким языком (за исключением абитуриентов по некоторым музыкальным и хореографическим специальностям).
Президентом университета в 2006 году избран музыкант с международным педагогическим опытом Мартин Реннерт.
По состоянию на апрель 2019 года, в университете обучается 4 074 студентов; из них 828 на факультете изобразительных искусств; 1 379 на факультете дизайна; 1 241 на факультете музыки; 385 на факультете исполнительских искусств; 241 в институте повышения квалификации.

## Местоположение
Университет искусств имеет несколько учебных корпусов, расположенных в берлинском административном округе Шарлоттенбург-Вильмерсдорф и в районе Шёнеберг. Многие из них принадлежали прежним профильным художественным вузам. Заново построены административные здания и концертный зал университета.

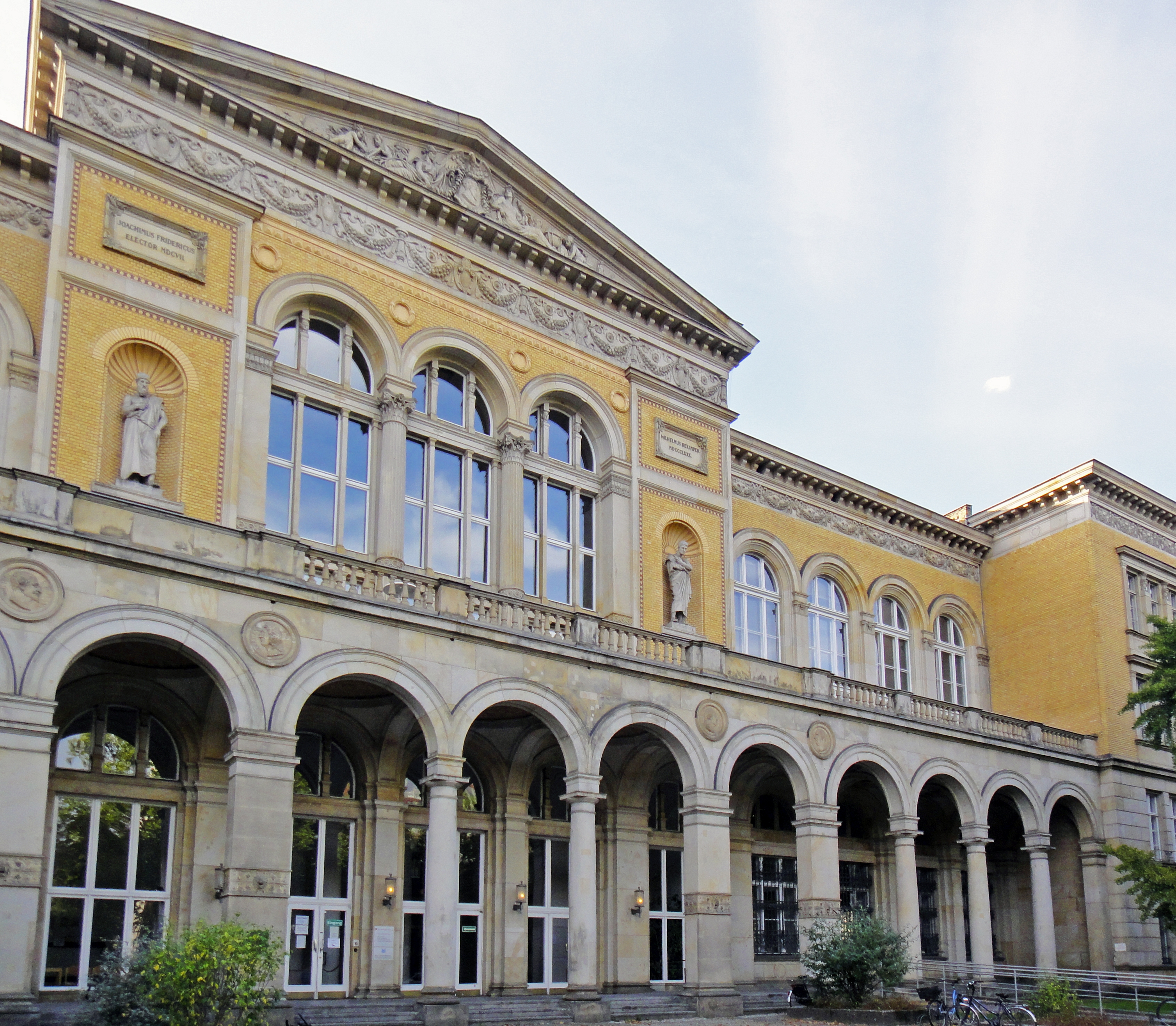
Здание бывшей гимназии
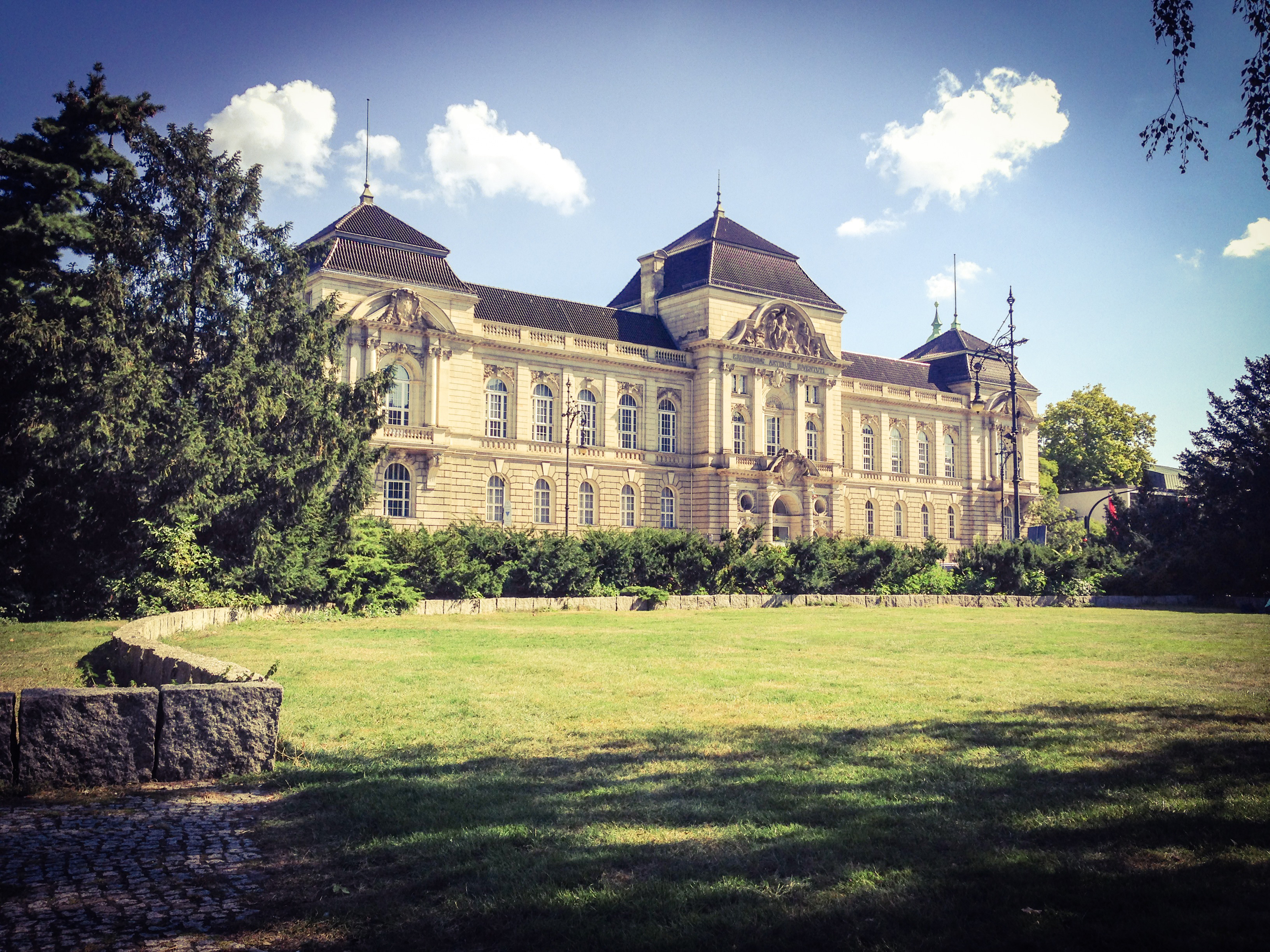
Главное здание университета

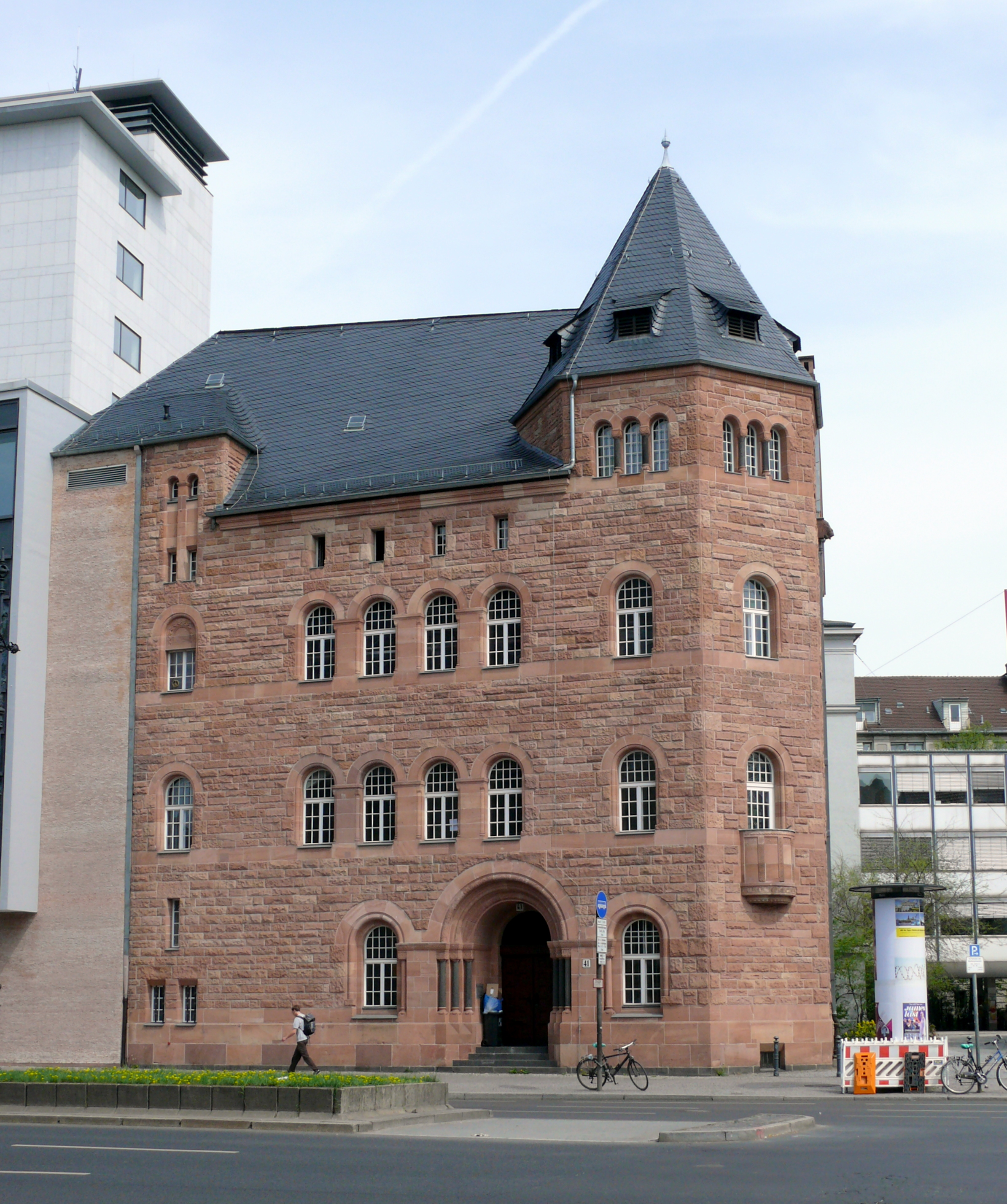
Корпус церковной музыки
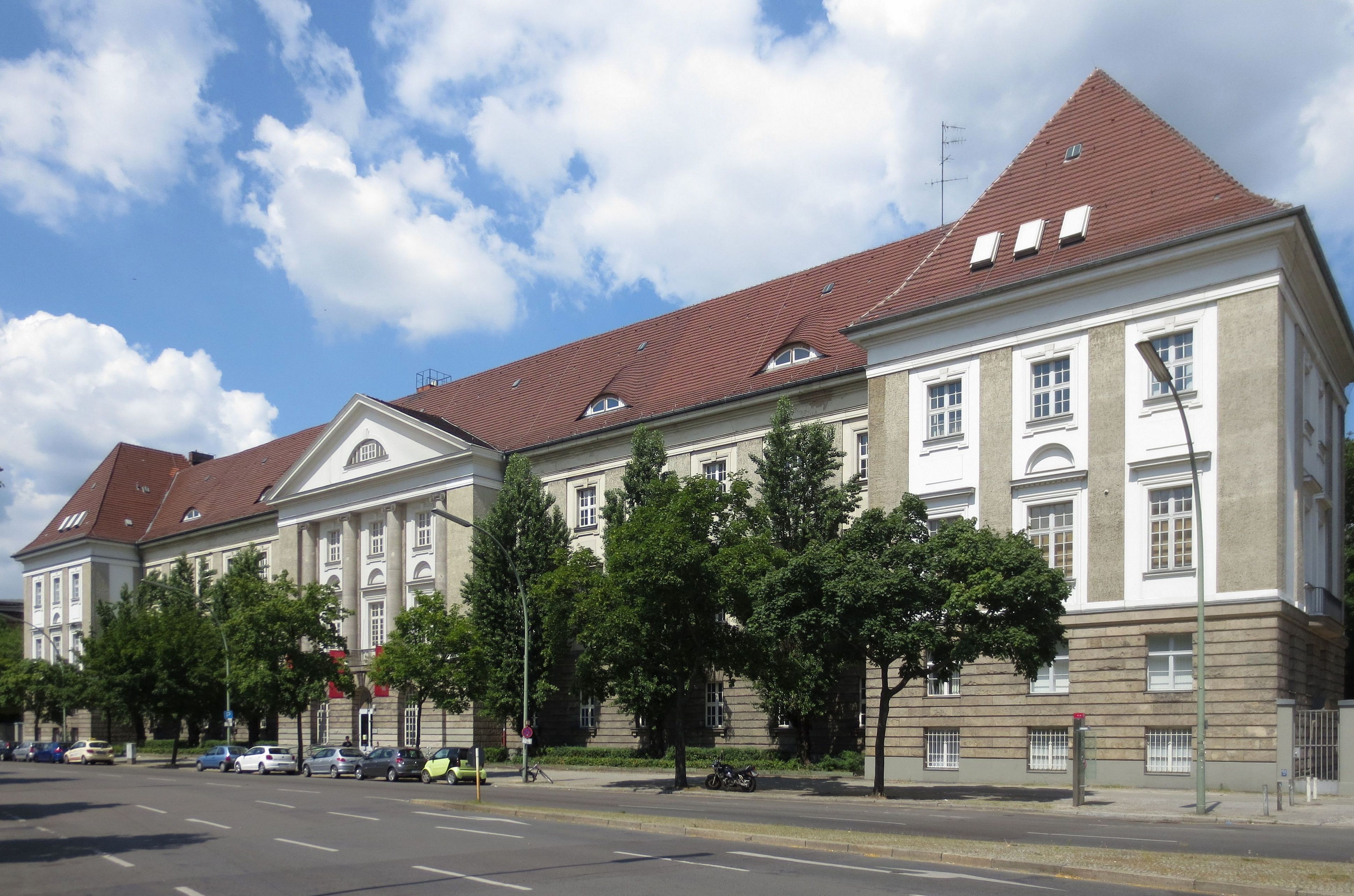
Дом медиа «Medienhaus»

|                         |                             |
| Административные здания | Концертный зал университета |

Двор главного корпуса на Гарденберг-штрассе, где до войны был «Античный зал» (англ. Antikensaal), получил название «Сад руин» (нем. Ruinengarten). Через 50 лет после Хрустальной ночи здесь в 1988 году была установлена мемориальная скульптура Харро Якоба, посвящённая преследовавшимся и погибшим (с 1933 по 1945 год) педагогам и студентам художественного вуза. В 2016 году мемориал отреставрировали и торжественно открыли заново.

## Преподаватели и выпускники
Ссылки на списки преподавателей «Высшей школы искусств» и UdK Berlin, приведённые на официальном сайте, сгруппированы по факультетам: изобразительных искусств; дизайна; музыки; исполнительских искусств, а также для института повышения квалификации и структур вне факультетов.
Списки не только преподавателей, но и выпускников есть на немецком языке в алфавитном порядке:
 Список персоналий UdK Berlin: A–K
 Список персоналий UdK Berlin: L–Z
Несколько имён из этих списков по хронологии:
- Карл Бегас (1794—1854) — немецкий художник.
- Карл Фердинанд Зон (1805—1867) — немецкий исторический живописец и портретист.
- Эдуард Бендеман (1811—1889) — немецкий художник.
- Ганс Вирхов (1852—1940) — немецкий врач и преподаватель высшей школы.
- Мартин Вольф (1852—1919) — немецкий скульптор.
- Отто Таубман (1859—1929) — немецкий композитор и дирижёр.
- Герман Янсен (1869—1945) — немецкий архитектор, градостроитель и преподаватель высшей школы.
- Ганс Балушек (1870—1935) — немецкий художник и писатель.
- Курт Закс (1881—1959) — немецкий и американский музыковед и педагог, один из основателей современного инструментоведения, этнограф, балетовед.
- Людвиг Мис ван дер Роэ (1886—1969) — немецкий архитектор-модернист.
- Герберт Виндт (1894—1965) — немецкий композитор и кинокомпозитор.
- Пауль Хиндемит (1895—1963) — немецкий композитор, альтист, скрипач, дирижёр, педагог и музыкальный теоретик.
- Рудольф Вагнер-Регени (1903—1969) — немецкий композитор, дирижёр и музыкальный педагог.
- Петер Янссен (1906—1979) — немецкий художник и педагог.
- Франц Гроте (1908—1982) — немецкий композитор и кинокомпозитор.
- Олег Александрович Цингер (1910—1997) — художник, мастер рекламы, карикатурист.
- Оскар Сала (1910—2002) — немецкий композитор и кинокомпозитор.
- Гунтер Бёмер (1911—1986) — немецкий живописец и график.
- Ян Куцир (1911—2006) — нидерландский композитор и дирижёр.
- Гельмут Ролоф (1912—2001) — немецкий пианист и педагог.
- Шарлотта Саломон (1917—1943) — немецкая художница.
- Дитрих Фишер-Дискау (1925—2012) — немецкий оперный и камерный певец.
- Норио Ога (1930—2011) — японский предприниматель, оперный певец и дирижёр.
- Хубертус фон Пилигрим (р. 1931) — немецкий скульптор.
- Райнхольд Бринкман (1934—2010) — немецкий музыковед.
- Инго Инстербург (1934—2018) — немецкий музыкальный кабаретист, композитор, певец, артист, живописец, писатель.
- Вольфганг Бёттхер (р. 1935) — немецкий виолончелист.
- Ариберт Райман (р. 1936) — немецкий композитор, пианист и либреттист.
- Кристоф Нисс (1940—2008) — немецкий художник.
- Вивьен Вествуд (р. 1941) — британский дизайнер моды.
- Конрадин Грот (р. 1947) — немецкий трубач и музыкальный педагог.
- Николаус Брасс (р. 1949) — немецкий композитор.
- Паскаль Девуайон (р. 1953) — французский пианист.
- Мартин Реннерт (р. 1954) — американский и австрийский концертный гитарист, президент UdK Berlin с 2006 года.
- Ай Вэйвэй (р. 1957) — китайский художник и архитектор.
- Мартина Гедек (р. 1961) — немецкая актриса.
- Макс Раабе (р. 1962) — немецкий певец и руководитель оркестра «Palast Orchester»
- Франсуа Бенда (р. 1964) — швейцарский кларнетист.
- Карл Людвиг Манцель (1858—1936) — немецкий скульптор.
- Юрген Майер (р. 1965) — немецкий архитектор и художник.
- Кристоф Шнайдер (р. 1966) — немецкий музыкант, барабанщик группы Rammstein.
- Олафур Элиассон (р. 1967) — датско-исландский художник.
- Оливер Мазуччи (р. 1968) — немецкий театральный и киноактёр.
- Роман Минаев (р. 1970) — российский художник, куратор, преподаватель.
- Константин Лифшиц (р. 1976) — российский пианист, дирижёр и музыкальный педагог.
- Эршуугийн Отгонбаяр (р. 1981) — монгольский художник.
- Норберт Ангер (р. 1987) — немецкий виолончелист.